# 诺尼尼
诺尼尼（法語：Nonhigny）是法国默尔特-摩泽尔省的一个市镇，属于吕内维尔区（Lunéville）布拉蒙县（Blâmont）。该市镇总面积5.75平方公里，2009年时的人口为107人。

## 人口
诺尼尼人口变化图示